# Basilique Notre-Dame-de-Chiquinquirá de Maracaibo
La basilique Notre-Dame-de-Chiquinquirá (basílica de Nuestra Señora de Chiquinquirá, en espagnol), anciennement église Saint-Jean-de-Dieu (San Juan de Dios, en espagnol), est un édifice voué au culte catholique situé dans le centre de Maracaibo au Venezuela. Voué à Notre Dame de Chiquinquirá, patronne de l'État de Zulia, l'édifice voit sa construction débuter en 1686 et s'achever en 1943. Il comporte trois nefs et deux clochers, un autel majeur et un presbytère. Élevé au rang de basilique mineure par le pape Benoît XV en 1921, il dépend de l'archidiocèse de Maracaibo.